# G.Radio ℃ from KAMOMEスタジオ
『G.Radio ℃』（ジーレディオ・ディグリース）は、2002年4月1日から2010年4月1日までエフエム長崎で放送されたラジオ番組。通称Gラジ。

## 概要
週4日間の帯で放送されていた夕方のワイド番組で、番組終了時には毎週月曜 - 木曜 16:00 - 18:50（日本標準時）に放送。当初は金曜夕方にも放送があったが、『Fly-Day Wonder3』がスタートしたのを機に週4日間の放送になった。「栄町三本勝負」などのコーナーは、金曜の放送があった頃に誕生した。
また、当初はエフエム長崎本社スタジオからの生放送を行っていたが、2003年3月17日からはその3日前にアミュプラザ長崎1階のかもめ広場にオープンしたKAMOMEスタジオからの公開生放送になった。後に番組タイトルも『G.Radio ℃ from KAMOMEスタジオ』に変更したが、こちらは途中で元に戻している。後継番組の『Spicy voxx』と『Colors』も同様に、KAMOMEスタジオからの公開生放送を行っている。

## パーソナリティ
平川歩美
全ての曜日に出演。金曜にも放送があった頃には、金曜放送分のみ番組表上で「ヒラリー」とクレジットされていた。本人曰く「平川歩美とヒラリーは別人」であるらしく、金曜の放送終了と同時にアメリカへ帰国してしまったという。最終回では1コーナーだけ出演した。
DJマーク
当初は金曜のみの担当であったが、後に平川とのツインナビゲートで全ての曜日担当になった。途中、2008年3月から2009年3月まで月曜・火曜のみの担当にシフトしていた。
YUYA
2008年4月から2009年3月まで平川と水曜・木曜を担当。